# Bruno Chaverot
Bruno Chaverot, né le 18 août 1962 à Saint-Vallier, est un joueur de football français.

## Carrière
Formé à l'INF Vichy, Bruno Chaverot passe une grande partie de sa carrière professionnelle à l'AS Cannes de 1982 à 1988 en deuxième division française (94 matchs) et en première division (6 matchs). C'est avec ce club qu'il inscrit son seul et unique but en tant que joueur professionnel, le 26 juillet 1985, lors d'un match de Division 2 contre le FC Gueugnon. 
Il termine sa carrière au FC Sète de 1988 à 1990.

## Palmarès
- Finaliste de la Coupe d'été en 1986 avec l'AS Cannes

## Statistiques
Au cours de sa carrière, Bruno Chaverot dispute notamment 6 matchs en Division 1 et 101 matchs en Division 2 (pour 1 but).